# Comuna Cervona Poleana, Hornostaiivka
Cervona Poleana (în ucraineană Червона Поляна) este o comună în raionul Hornostaiivka, regiunea Herson, Ucraina, formată din satele Cervona Poleana (reședința) și Starolukeanivka.

## Demografie
Componența lingvistică a comunei Cervona Poleana
     Ucraineană (93,22%)
     Rusă (5,32%)
     Alte limbi (0,42%)
Conform recensământului din 2001, majoritatea populației comunei Cervona Poleana era vorbitoare de ucraineană (93,22%), existând în minoritate și vorbitori de rusă (5,32%) și armeană (1,04%).